# Заводська селищна територіальна громада
Заводська селищна громада — територіальна громада в Україні, у Чортківському районі Тернопільської области. Адміністративний центр — селище Заводське.
Площа громади — 91,1 км², населення — 6900 осіб (2020).

## Історія громади
Утворена 11 серпня 2015 року шляхом об'єднання Заводської селищної ради та Угринської сільської ради Чортківського району.
У 2016 році громада увійшла до перших 25-ти громад України, які відібрали для участі в програмі «Децентралізація приносить кращі результати та ефективність» (Dobre). Започатковано захід обласного рівня «Родинний бал», який проводиться у День матері.
30 вересня 2018 року відбувся «Фестиваль громад» (організатор заходу — Західноукраїнський ресурсний центр). 16 листопада 2018 року відкрито громадський простір «Шахове поле». 10 жовтня 2019 року в селі Угринь відкрито унікальний туристичний маршрут «Лабіринт емоцій».
12 грудня 2019 року відкрито оновлену школу естетичного виховання — центр народної творчості.
У січні 2020 року громада увійшла до ТОП-5 спроможних громад Тернопільщини.
19 липня 2020 року, в результаті адміністративно-територіальної реформи та ліквідації Чортківського району (1940—2020), увійшла до складу новоутвореного Чортківського району.
27 листопада 2020 року до складу громади увійшли Залісянська, Швайківська, Шманьківська та Шманьківчицька сільські ради Чортківського району.
У 2021 році утворено Центр культурних послуг.

## Населені пункти
У складі громади 1 селище (Заводське) і 5 сіл:
- Залісся
- Угринь
- Швайківці
- Шманьківці
- Шманьківчики